# Mapa con tramas de relieve

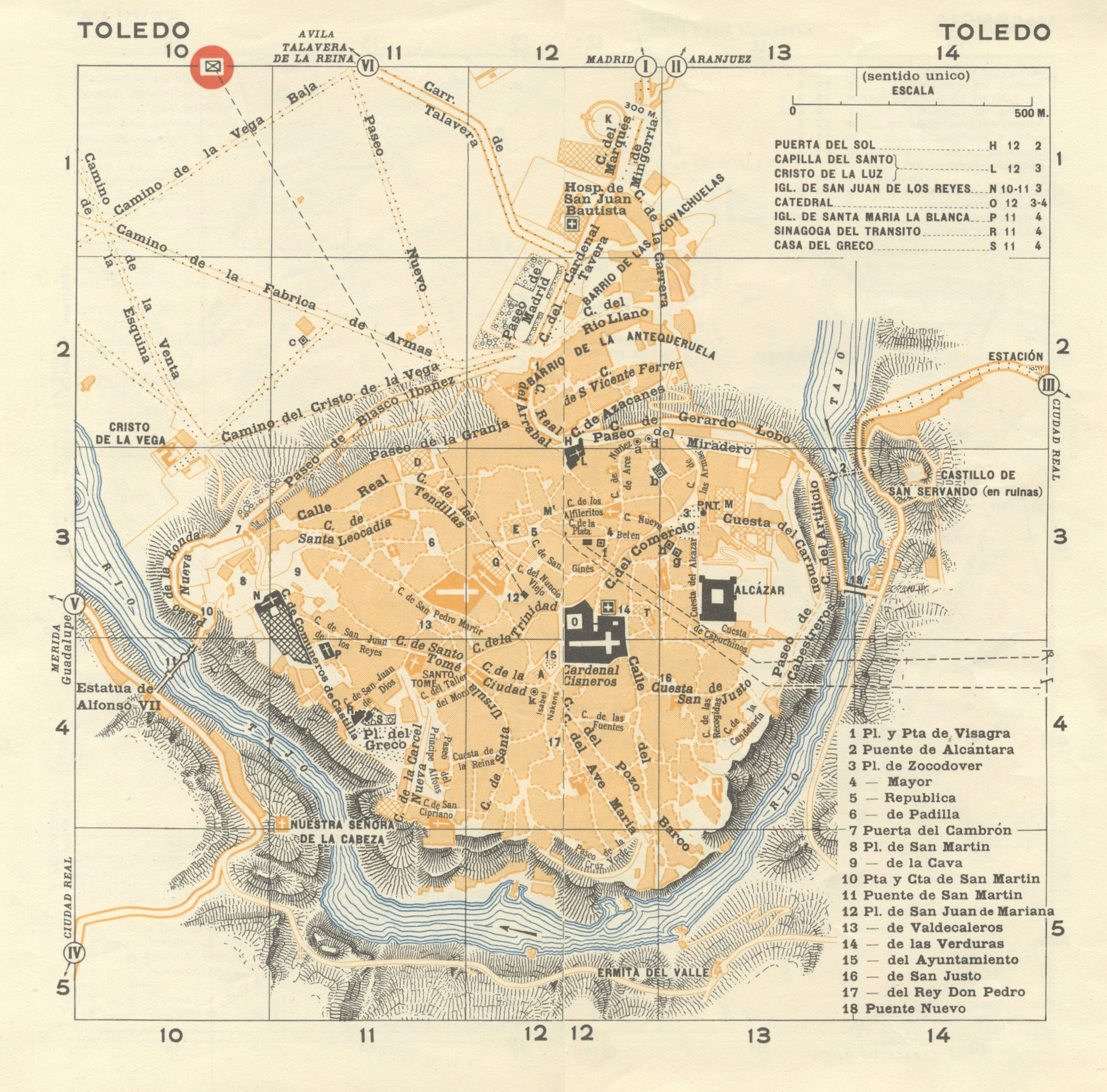
Mapa de la ciudad de Toledo (Guía Michelin, 1936), con el clásico achurado (en color negro) que permite percibir de forma intuitiva la elevación del terreno.

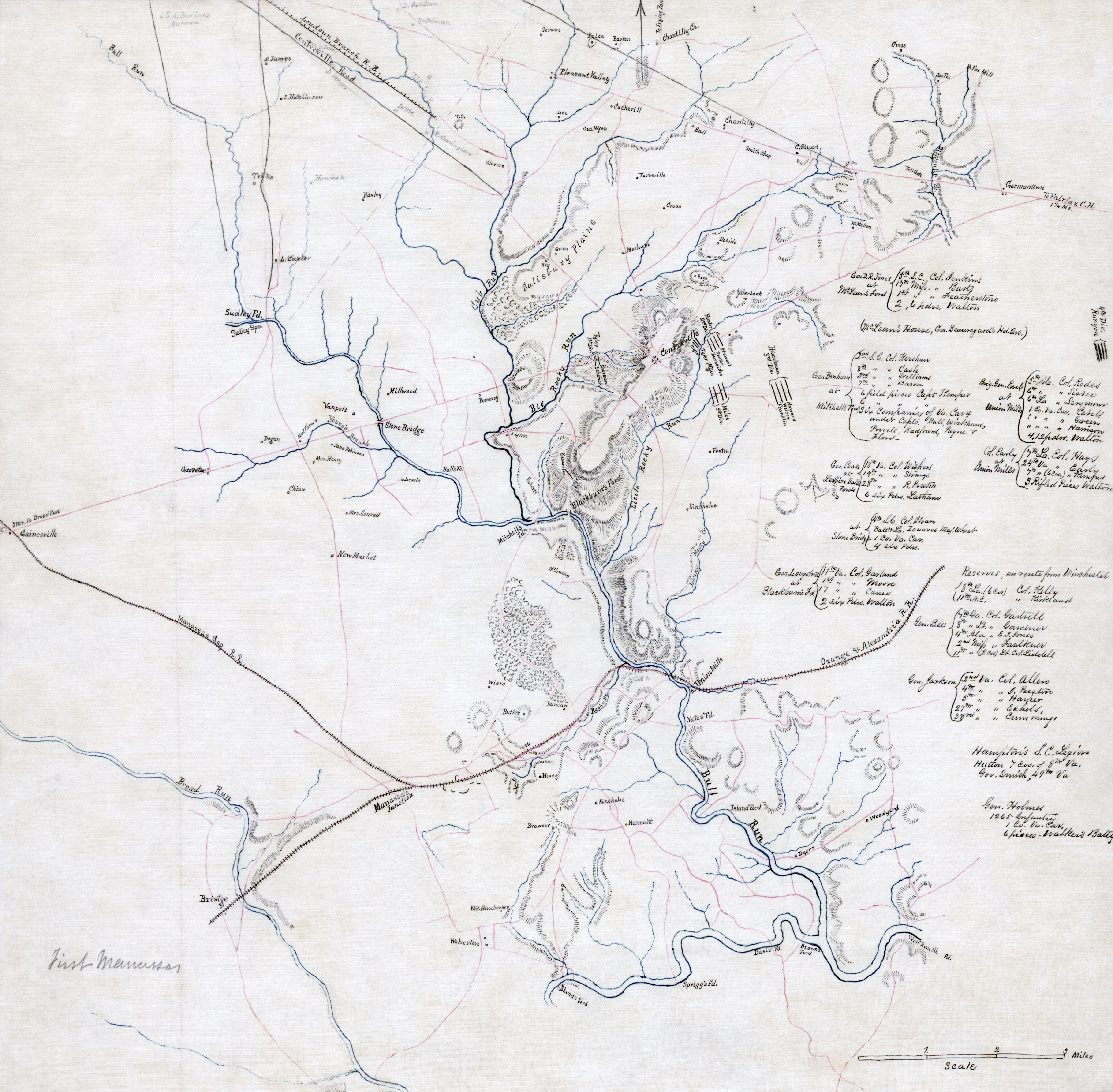
Mapa de la posición de las tropas de los Estados Confederados de América de la Primera batalla de Bull Run de la Guerra de Secesión. Incluye algunos puestos de tropa y las listas de los regimientos confederados con los nombres de sus comandantes. Relieve con tramas. Escala [1:63,360].

Las tramas de relieve (también denominadas achurado) son un modo muy utilizado en cartografía para representar la elevación del terreno. Muestran la orientación de la pendiente y mediante su espesor y densidad proporcionan una sensación general de inclinación.
No siendo una información numérica, son menos útiles para un estudio científico de los contornos, pero permiten transmitir correctamente formas muy específicas del terreno. Es un tipo de sombreado plano, aunque diferente del utilizado en los mapas que se valen de masas planas de color o de grises de distintos tonos para representar el relieve.
La representación mediante tramas del relieve fue estandardizada por el topógrafo austríaco Johann Georg Lehmann en 1799. Este tipo de rayado puede combinarse con otras formas de representar el relieve, como sombras. El resultado es un mapa sombreado con tramas superpuestas (como por ejemplo, el Mapa Dufour de Suiza). Emil von Sydow diseñó mapas con tramas coloreadas: verde para las tierras bajas y marrón para las tierras altas.

## Características

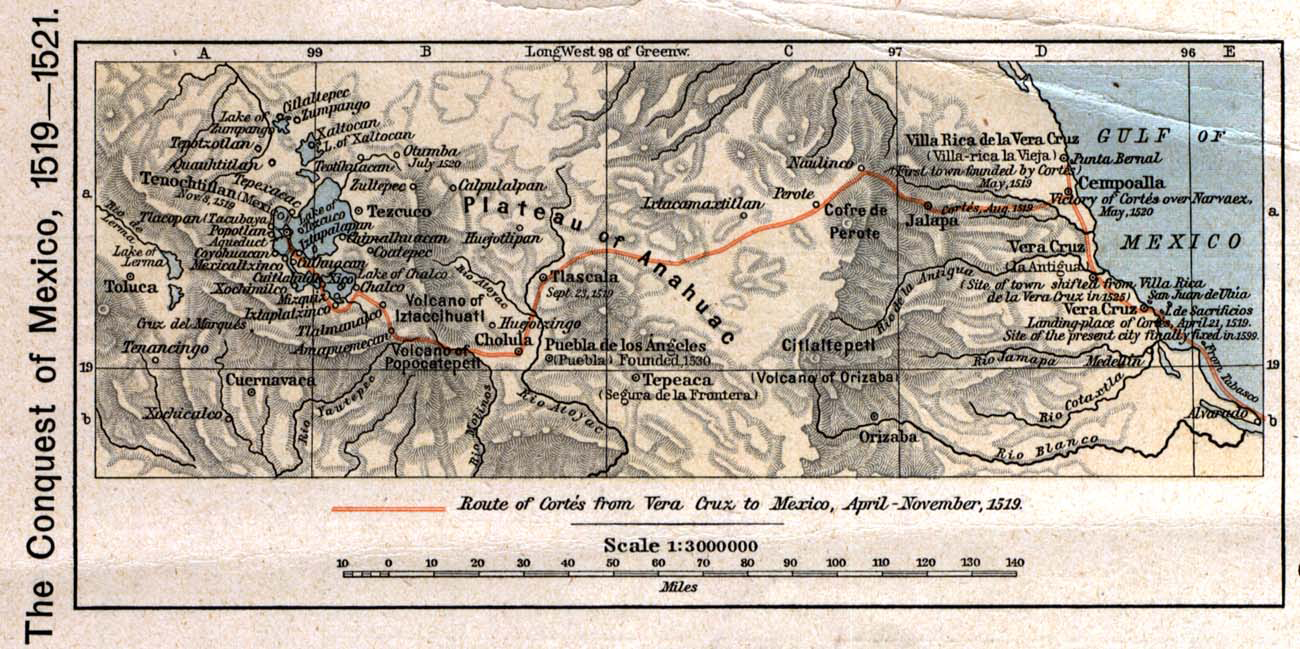
Un mapa hachurado describiendo la ruta de Hernán Cortés durante la conquista de México.

Las tramas están formadas por trazos (segmentos de línea cortos o curvas) en la dirección de la pendiente más escarpada (según las líneas de máxima pendiente). Las pendientes más pronunciadas están representadas por trazos más gruesos y cortos, mientras que las pendientes suaves están representadas por trazos más delgados, largos y separados entre sí. Una pendiente muy suave o un área plana, como la cima de una meseta, generalmente se dejan en blanco.
Los achurados son tradicionalmente monocolores, generalmente de color negro, gris o marrón. Utilizando dos colores complementarios de las tramas con un color de fondo neutro (por ejemplo, líneas blancas y negras sobre un fondo de color gris del mapa) se produce un efecto de sombreado, como si el relieve se iluminara.

## Reglas
En la representación de mapas con tramas de relieve, según G.R.P. Lawrence (1979), son seis las reglas a seguir:
1. Los trazos se disponen en la dirección de la pendiente más escarpada.
2. Se ordenan en hileras perpendiculares a su dirección.
3. La longitud y el grosor de cada trazo representa la caída de altura en su dirección: un trazo corto y grueso representa una cuesta corta y empinada, mientras que uno largo y fino representa una pendiente larga y suave.
4. Los trazos están espaciados a igual distancia dentro de cada fila.
5. Los trazos tienen el mismo grueso dentro de cada fila.
6. Si se ilumina el mapa, los trazos son más delgados y se disponen más separados en los lados iluminados.

El cartógrafo suizo Eduard Imhof estableció 5 reglas similares:
1. Los trazos deben seguir la dirección del gradiente más escarpado.
2. Los trazos están dispuestos en filas horizontales.
3. La longitud de los trazos se corresponde con la distancia horizontal de los contornos de las curvas de nivel de un cierto intervalo.
4. La anchura de los trazos es más gruesa en las pendientes más pronunciadas.
5. La densidad característica de los trazos para cada pendiente permanece constante en todas las zonas del mapa.

Si la iluminación es vertical, se mantiene la regla 5; en el caso de que de la iluminación sea oblicua, se omite (las zonas de sombra deben tener un hachurado más denso). Las reglas anteriores deben ser utilizadas en mapas de gran escala. Si se trata de mapas a pequeña escala (menos de 1:500 000 según Imhof), estas reglas pueden flexibilizarse con el fin de obtener una representación más sugerente.
Estas tramas siguen siendo utilizadas en los mapas a gran escala para mostrar las pendientes, y en los mapas del Ejército Británico y también en las hojas topográficas de varios países se emplean para visualizar desmontes y terraplenes de distintas vías de comunicación como carreteras o ferrocarriles. En los mapas británicos se han convertido en largos triángulos, con la base corta en la parte superior, siempre apuntando hacia abajo. Los terraplenes se identifican adicionalmente por tener una línea a su alrededor.

## Achurado en el dibujo

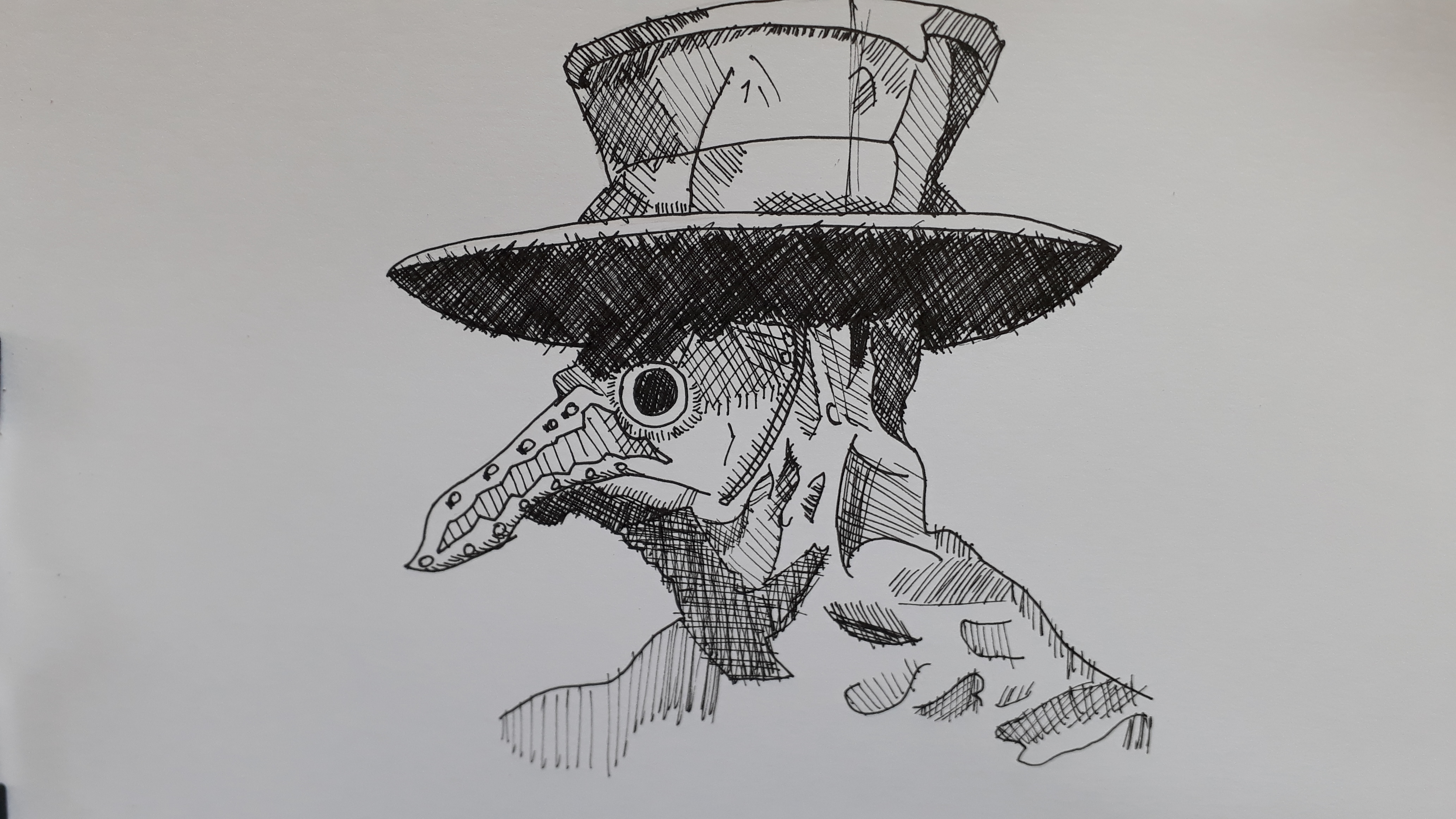

- El achurado es una técnica en el dibujo. Son una sección de líneas entrelazadas que dan la ilusión de formas y sombras. Es un estilo de dibujo que por lo general está representado en el arte Japonés, en las ilustraciones de los Mangas.
- Objetivo general Fortalecer habilidades de comprensión y representación gráfica de cortes y secciones de sólidos isométricos